# جونتینت

جونتینت (یک واژه مرکب از "جون" (ژوئن) و ناینتین
 (نوزدهم به انگلیسی))، همچنین به عنوان روز آزادی شناخته شده‌است، و از تعطیلات آمریکا است که برابر با جشن ۱۹ ژوئن است. در ۱۹ ژوئن سال ۱۸۶۵، اعلامیه آزادی بردگان که در تاریخ ۱ ژانویه ۱۸۶۳ در ایالات متحده صادر شده بود، توسط گوردون گرنجر برای بردگی آمریکایی‌های آفریقایی‌تبار در تگزاس خوانده شد. تگزاس پس از پایان جنگ داخلی آمریکا در آوریل همان سال، آخرین ایالات مؤتلفه آمریکا بود که این اعلامیه را اعلام کرد.

## تاریخ

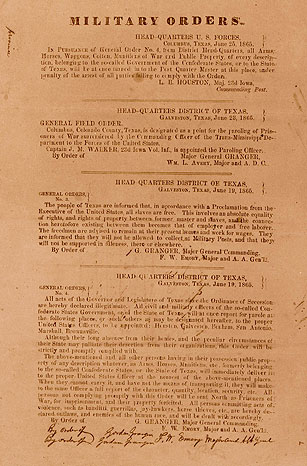
دستور عمومی شماره ۳، ۱۹ ژوئن ۱۸۶۵

در طول جنگ داخلی آمریکا، رئیس‌جمهور آبراهام لینکلن اعلامیه اولیه آزادی را در ۲۲ سپتامبر ۱۸۶۲ صادر کرد. اعلامیه رهایی به‌طور رسمی در اول ژانویه ۱۸۶۳ صادر شد.

## رعایت قانونی
تگزاس اولین ایالتی بود که در سال ۱۹۸۰ این تاریخ را به رسمیت شناخت. در سال ۲۰۰۲، هشت ایالت رسماً جونتینت را به رسمیت شناختند و چهار سال بعد، ۱۵ ایالت این تعطیلات را به رسمیت شناختند. تا سال ۲۰۰۸، کمی بیش از نیمی از ایالت‌ها به نحوی روز جونتینت را به رسمیت شناختند. تا سال ۲۰۱۹، ۴۷ ایالت و ناحیه کلمبیا جونتین را به رسمیت شناختند، اگرچه از سال ۲۰۲۰ تنها تگزاس این تعطیلات را به عنوان تعطیلات با حقوق برای کارمندان ایالتی پذیرفته بود. پس از یک سال پس از قتل جورج فلوید که در ۲۵ مه ۲۰۲۰ رخ داد، ۹ ایالت از جمله نیویورک، واشینگتن و ویرجینیا، جونتین را تعطیلات با حقوق تعیین کرده بودند. در سال ۲۰۲۰، چارلز بیکر، فرماندار ماساچوست، اعلامیه ای صادر کرد که این روز به عنوان «روز استقلال ژوئن» نامگذاری خواهد شد. این به دنبال ارائه لوایحی از سوی مجلس و سنا برای تبدیل روز جونتینت به تعطیلات دولتی صورت گرفت. بیکر به‌طور خاص در مورد این لوایح اظهار نظر نکرد، اما قول داد که به رعایت جونتینت اهمیت بیشتری بدهد. در ۱۶ ژوئن ۲۰۲۱، ایلینوی قانونی را تصویب کرد که تعطیلات تشریفاتی خود را به تعطیلات دولتی با حقوق تغییر داد.